# Diocese de Añatuya
A Diocese de Añatuya (em latim: Dioecesis Anatuyanensis) é uma diocese localizada na cidade de Añatuya, pertencente a Arquidiocese de Tucumán na Argentina. Foi fundada em 10 de abril de 1961 pelo Papa João XXIII. Com uma população católica de 166.171 habitantes, sendo 79,6% da população total, possui 24 paróquias com dados de 2017.

## História
A Diocese de Añatuy foi criada a partir da Diocese de Santiago del Estero em 10 de abril de 1961.

## Lista de bispos
A seguir uma lista de bispos desde a criação da diocese.
|                 | Nome                           | Período    | Notas                                              |
| Bispos          | Bispos                         | Bispos     | Bispos                                             |
| --------------- | ------------------------------ | ---------- | -------------------------------------------------- |
| 5º              | José Luis Corral Peláez, S.V.D | 2019-atual |                                                    |
| 4º              | José Melitón Chávez            | 2015-2019  | Nomeado Bispo-coadjutor de Concepción.             |
| 3º              | Adolfo Armando Uriona, F.D.P   | 2004-2014  | Nomeado Bispo de Villa da Conceição do Rio Cuarto. |
| 2º              | Antonio Juan Baseotto, C.Ss.R  | 1992-2002  |                                                    |
| 1º              | Jorge Gottau, C.Ss.R           | 1961-1992  |                                                    |
| Bispo-coadjutor |                                |            |                                                    |
|                 | José Luis Corral Peláez, S.V.D | 2019       |                                                    |
|                 | Antonio Juan Baseotto, C.Ss.R  | 1991–1992  |                                                    |